# Mis vecinos los Yamada
Mis vecinos los Yamada (ホーホケキョ となりの山田くん Hōhokekyo Tonari no Yamada-kun?) es una película de animación japonesa dirigida por Isao Takahata y producida por Studio Ghibli en 1999, basada en el manga del mismo título. Es una comedia familiar presentada como si fueran tiras de manga, algo innovador en la industria del anime. Basado en una tira cómica de Hisaichi Ishii, es la primera película del estudio en realizarse íntegramente por ordenador. Es la cuarta producción de Isao Takahata. 
장르: 코미디, 가족, 일상

## Argumento
A modo de tiras cómicas, la película muestra la rutina, las aventuras y la vida de una familia típica de clase media japonesa. La familia Yamada está compuesta por Takashi, el padre, marido y cabeza de familia que lleva el sustento al hogar con su trabajo en la oficina; Matsuko, la madre, esposa y ama de casa abnegada y dedicada a su familia; Shige, la abuela, suegra de Takashi y antigua dueña de los terrenos de la vivienda, que decide vivir con su hija y su yerno para poder disfrutar de sus nietos; Noboru, el hijo mayor, joven adolescente que intenta sobrevivir en la escuela intermedia Nonoko, la hija menor, Ella es una estudiante de escuela primaria.

La familia Yamada habla el dialecto de Osaka.

## Producción
Después de la costumbrista Recuerdos del ayer y la cómica Pompoko, Isao Takahata quería realizar una obra totalmente distinta a lo que había hecho antes. Takahata es conocido por dirigir series de animación como Heidi, Marco y Ana de las Tejas Verdes en los años setenta y ochenta y por su película Hols, el príncipe del sol. Tanto las series como sus primeras películas con Studio Ghibli son de corte dramático y realista, con una fuerte carga de melodrama. Takahata se ganó la fama de realizar películas dramáticas y costumbristas gracias a esto. Con Pompoko quiso hacer un cambio de registro y obtuvo buenos resultados.
Sin embargo, en Pompoko la vena melodramática estuvo latente a lo largo de toda la película. Gracias a la buena acogida tanto por parte de la crítica como por el público, fue una de las primeras películas de animación en ser preseleccionada por la academia de cine japonesa para representar a Japón en los Premios Óscar y consiguió que La princesa Mononoke fuera seleccionada. Además, fue un trampolín para que El viaje de Chihiro y El castillo ambulante fueran nominadas a estos premios en la categoría Mejor película de animación, y así Takahata decidió dar un giro completo e innovador en su siguiente película.
Por este giro, Takahata quiso hacer una producción íntegramente cómica, sin toque dramáticos, pero a la vez costumbrista. Para esto, decidió hacer una película inspirada en la tira cómica de Hisaichi Ishii Las aventuras de la familia Yamada-kun. Para mantener la esencia de la tira cómica, Takahata decidió reemplazar las técnicas de animación tradicionales y sobre celuloide por la tecnología digital, de modo que Mis vecinos los Yamada se convirtió en la primera y, hasta ahora, única película del Studio Ghibli enteramente dibujada y animada por ordenador.

## Voces
| Personaje      | Seiyū            | Actores de voz      | Actores de voz         | Actores de voz     |
| -------------- | ---------------- | ------------------- | ---------------------- | ------------------ |
| Narrador       | Konsaji Yanagiya | Txemi del Olmo      | Juan Alfonso Carralero | David Ogden Stiers |
| Takashi Yamada | Toru Masuoka     | José María Regalado | Carlos Enrique Bonilla | James Belushi      |
| Matsuko Yamada | Yukiji Asaoka    | Pilar Ferrero       | Patricia Mainou        | Molly Shannon      |
| Noburo Yamada  | Hayato Isobata   | Josu Cubero         | Héctor Rocha           | Daryl Sabara       |
| Nonoko Yamada  | Naomi Uno        | Rosa Romay          | Azucena Martínez       | Liliana Mumy       |
| Shige Yamano   | Masako Araki     | Alazne Erdozia      | Clemen Larumbe         | Tress MacNeille    |

## Distribución y acogida mundial
La película costó dos millones de yenes, y en la taquilla japonesa no tuvo un recibimiento muy bueno. Aunque consiguió recuperar lo invertido, no consiguió recaudar lo esperado y se convierte en uno de los primeros fracasos en taquilla del estudio.
La película es la primera donde Disney aparece como una de las productoras, ya que sustituía a Tokuma Shoten en la distribución internacional de las películas de Studio Ghibli, a excepción de La tumba de las luciérnagas.
Pese a su poco éxito en Japón, paradójicamente la película es distribuida a escala internacional más rápido que otros filmes del estudio. El primer país donde se estrenó Mis vecinos los Yamada fue Francia en abril del 2001, sólo dos años después de su estreno en Japón. La película tuvo un éxito discreto pero mayor de lo esperado.
En Estados Unidos, la película fue estrenada directamente a formato DVD dentro de la colección Studio Ghibli en el año 2005, junto con otra producción de Takahata, Pompoko. En este año, se decidió sacar al mercado estadounidense gran parte del catálogo del estudio. En Iberoamérica, la película fue estrenada en formato DVD en marzo del 2011.
En Europa, sirviendo como precedente el estreno francés en 2001 y también la presentación de la película en el Festival Internacional de Cine de Oslo, Noruega, un año antes, la película poco a poco se va estrenando en el continente europeo, la mayor parte en formato doméstico. Así pues en Alemania fue estrenada por la televisión en agosto de 2005 y editada en DVD en el país germano en 2008. Unos meses después del estreno televisivo alemán y aprovechando el lanzamiento en DVD en Francia, la película es estrenada en diciembre en Bélgica y Suiza. En Polonia y Hungría, la película fue estrenada en octubre y diciembre del 2007. En España, la película fue distribuida por Aurum y editada en DVD el 14 de mayo del 2008.